# Allen (New York)
Allen ist eine Town im Allegany County im US-Bundesstaat New York. Zum Zeitpunkt des United States Census 2020 hatte Allen 494 Einwohner. Benannt ist die Town nach Ethan Allen.
Die Town of Allen liegt im nördlich-zentralen Teil des Allegany Countys.

## Geschichte
Die Town of Allen wurde 1823 gegründet und gebildet aus Teilen der Town of Angelica. 1829 wurde das Territorium erweitert durch Teile der Town of Birdsall.

## Geographie
Nach den Angaben des United States Census Bureaus hat Allen eine Gesamtfläche von 94,74 km², wovon 94,22 km² auf Land und 0,52 km² (oder 0,60 %) auf Gewässer entfallen.
- Allen Center – Weiler an der County Route 15 (Basswood Hill Road) im Zentrum der Town
- Aristotle – Weiler unweit der südlichen Stadtgrenze an der County Route 15+
- Polish Mountain – Berg unweit des Allen Lake
- State Road – Siedlung unweit der östlichen Stadtgrenze
- West Allen – Siedlung südwestlich von Allen Center.
- Wigwam Creek – entwässert den westlichen Teil der Stadt

## Demographie
Zum Zeitpunkt des United States Census 2000 bewohnten Allen 462 Personen. Die Bevölkerungsdichte betrug 4,9 Personen pro km². Es gab 411 Wohneinheiten, durchschnittlich 4,4 pro km². Die Bevölkerung in Allen bestand zu 98,92 % aus Weißen, 0,43 % Schwarzen oder African American, 0 % Native American, 0 % Asian, 0 % Pacific Islander, 0 % gaben an, anderen Rassen anzugehören und 0,65 % nannten zwei oder mehr Rassen. 0,22 % der Bevölkerung erklärten, Hispanos oder Latinos jeglicher Rasse zu sein.
Die Bewohner Allens verteilten sich auf 178 Haushalte, von denen in 30,9 % Kinder unter 18 Jahren lebten. 62,9 % der Haushalte stellten Verheiratete, 4,5 % hatten einen weiblichen Haushaltsvorstand ohne Ehemann und 25,8 % bildeten keine Familien. 22,5 % der Haushalte bestanden aus Einzelpersonen und in 6,7 % aller Haushalte lebte jemand im Alter von 65 Jahren oder mehr alleine. Die durchschnittliche Haushaltsgröße betrug 2,60 und die durchschnittliche Familiengröße 3,01 Personen.
Die Bevölkerung verteilte sich auf 25,1 % Minderjährige, 6,9 % 18–24-Jährige, 29,4 % 25–44-Jährige, 25,5 % 45–64-Jährige und 13,0 % im Alter von 65 Jahren oder mehr. Der Median des Alters betrug 39 Jahre. Auf jeweils 100 Frauen entfielen 123,2 Männer. Bei den über 18-Jährigen entfielen auf 100 Frauen 123,2 Männer.
Das mittlere Haushaltseinkommen in Allen betrug 27.386 US-Dollar und das mittlere Familieneinkommen erreichte die Höhe von 29.688 US-Dollar. Das Durchschnittseinkommen der Männer betrug 26.528 US-Dollar, gegenüber 21.563 US-Dollar bei den Frauen. Das Pro-Kopf-Einkommen belief sich auf 13.830 US-Dollar. 16,4 % der Bevölkerung und 18,7 % der Familien hatten ein Einkommen unterhalb der Armutsgrenze, davon waren 19,2 % der Minderjährigen und 14,3 % der Altersgruppe 65 Jahre und mehr betroffen.

## Belege
1. ↑  Explore Census Data Total Population in Allen town, Allegany County, New York. Abgerufen am 10. Februar 2023.
2. ↑  Census of Population and Housing. In: Census.gov. Abgerufen am 4. Juni 2015 (englisch).